# フアン・ムッソ
フアン・アグスティン・ムッソ（Juan Agustín Musso、1994年5月6日 - ）は、アルゼンチン・サン・ニコラス出身のサッカー選手。アトレティコ・マドリード所属。アルゼンチン代表。ポジションはGK。

## 経歴
2017-18シーズンのプリメーラ・ディビションで22試合に出場しブレイクした。2018年7月11日、セリエAのウディネーゼ・カルチョと5年契約を結んだ。
2021年7月2日、アタランタBCに完全移籍することが発表された。2023ｰ24シーズンは、マルコ・カルネセッキの台頭もあって正GKの座を奪われたため、自身の出場機会はカップ戦がメインになったが、ヨーロッパリーグ決勝バイエル・レバークーゼン戦では、無失点での勝利に貢献し自身初のクラブキャリア優勝を果たした。
2024年8月27日、アトレティコ・マドリードにレンタル移籍した。

## タイトル

### クラブ
アタランタBC
- UEFAヨーロッパリーグ : 2023-24

### 代表
アルゼンチン代表
- コパ・アメリカ : 2021
- スーペルクラシコ・デ・ラス・アメリカス : 2019